# Tournée de l'équipe de Nouvelle-Zélande de rugby à XV en 2021
L'équipe de Nouvelle-Zélande de rugby à XV effectue du 23 octobre au 20 novembre 2021 une tournée en Europe ainsi qu'un match aux États-Unis.

## Résultats complets
| No | Date             | Lieu                                         | Match                             | Score    | Compétition |
| -- | ---------------- | -------------------------------------------- | --------------------------------- | -------- | ----------- |
| 1  | 23 octobre 2021  | FedEx Field, Washington - États-Unis         | États-Unis – Nouvelle-Zélande     | 14 – 104 | test match  |
| 2  | 30 octobre 2021  | Millennium Stadium, Cardiff - Pays de Galles | Pays de Galles – Nouvelle-Zélande | 16 – 54  | test match  |
| 3  | 6 novembre 2021  | Stade olympique, Rome - Italie               | Italie – Nouvelle-Zélande         | 9 – 47   | test match  |
| 4  | 13 novembre 2021 | Aviva Stadium, Dublin - Irlande              | Irlande – Nouvelle-Zélande        | 29 – 20  | test match  |
| 5  | 20 novembre 2021 | Stade de France, Saint-Denis - France        | France – Nouvelle-Zélande         | 40 – 25  | test match  |

## Résultats des test matchs

### Match 2
| Samedi 30 octobre 2021 17 h 30 UTC+01:00 | Pays de Galles | 16 - 54 (6 - 18) | Nouvelle-Zélande | Millennium Stadium, Cardiff Arbitre : Mathieu Raynal |
| Samedi 30 octobre 2021 17 h 30 UTC+01:00 | Essai(s) : Johnny Williams (61e) Transformation(s) : Rhys Priestland (62e) Pénalité(s) : Gareth Anscombe (6e , 41e) Rhys Priestland (51e) |                  | Essai(s) : Beauden Barrett (4e, 79e) TJ Perenara (34e) Will Jordan (55e) Dalton Papali'i (64e) Sevu Reece (67e) Anton Lienert-Brown (71e) Transformation(s) : Jordie Barrett (5e, 56e, 65e, 68e, 73e) Pénalité(s) : Jordie Barrett (18e, 26e, 46e) Carton(s) jaune(s) : Nepo Laulala (39e) | Millennium Stadium, Cardiff Arbitre : Mathieu Raynal |
| Samedi 30 octobre 2021 17 h 30 UTC+01:00 | |                  | | Millennium Stadium, Cardiff Arbitre : Mathieu Raynal |

| Pays de Galles Titulaires Johnny McNicholl 15 Owen Lane 14 Jonathan Davies 13 Johnny Williams 12 Josh Adams 11 Gareth Anscombe 10 Tomos Williams 9 Aaron Wainwright 8 Taine Basham 7 Ross Moriarty 6 Alun-Wyn Jones 5 Adam Beard 4 Tomas Francis 3 Ryan Elias 2 Wyn Jones 1 Remplaçants Kirby Myhill Rhys Carré Dillon Lewis Will Rowlands Taulupe Faletau Gareth Davies Rhys Priestland Ben Thomas Entraîneur Wayne Pivac |  |  |  | Nouvelle-Zélande Titulaires 15 Jordie Barrett 14 Will Jordan 13 Anton Lienert-Brown 12 David Havili 11 Rieko Ioane 10 Beauden Barrett 9 TJ Perenara 8 Ardie Savea 7 Dalton Papali'i 6 Ethan Blackadder 5 Sam Whitelock 4 Brodie Retallick 3 Nepo Laulala 2 Codie Taylor 1 Joe Moody Remplaçants Samisoni Taukei'aho Karl Tu'inukuafe Tyrel Lomax Tupou Vaa'i Akira Ioane Brad Weber Richie Mo'unga Sevu Reece Entraîneur Ian Foster |

### Match 5
| Samedi 20 novembre 2021 21 h 0 UTC+01:00 | France | 40 - 25 (24 - 6) | Nouvelle-Zélande | Stade de France, Saint-Denis 80 000 spectateurs Arbitre : Wayne Barnes |
| Samedi 20 novembre 2021 21 h 0 UTC+01:00 | Essai(s) : Peato Mauvaka (3e, 32e), Romain Ntamack (12e), Damian Penaud (68e) Transformation(s) : Melvyn Jaminet (3e, 12e, 32e, 68e) Pénalité(s) : Melvyn Jaminet (26e , 55e, 64e, 80e) |                  | Essai(s) : Jordie Barrett (47e), Rieko Ioane (51e), Ardie Savea (59e) Transformation(s) : Jordie Barrett (52e, 61e) Pénalité(s) : Jordie Barrett (7e, 10e) | Stade de France, Saint-Denis 80 000 spectateurs Arbitre : Wayne Barnes |
| Samedi 20 novembre 2021 21 h 0 UTC+01:00 | |                  | | Stade de France, Saint-Denis 80 000 spectateurs Arbitre : Wayne Barnes |

| France Titulaires Melvyn Jaminet 15 Damian Penaud 14 Gaël Fickou 13 Jonathan Danty 12 Gabin Villière 11 Romain Ntamack 10 Antoine Dupont 9 Grégory Alldritt 8 Anthony Jelonch 7 François Cros 6 Paul Willemse 5 Cameron Woki 4 Uini Atonio 3 Peato Mauvaka 2 Cyril Baille 1 Remplaçants Gaëtan Barlot Jean-Baptiste Gros Demba Bamba Romain Taofifenua Thibaud Flament Dylan Cretin Maxime Lucu Matthieu Jalibert Entraîneur Fabien Galthié |  |  |  | Nouvelle-Zélande Titulaires 15 Jordie Barrett 14 Will Jordan 13 Rieko Ioane 12 Quinn Tupaea 11 George Bridge 10 Richie Mo'unga 9 Aaron Smith 8 Ardie Savea 7 Sam Cane 6 Rieko Ioane 5 Sam Whitelock 4 Brodie Retallick 3 Nepo Laulala 2 Dane Coles 1 Joe Moody Remplaçants Samisoni Taukei'aho George Bower Ofa Tu'ungafasi Tupou Vaa'i Shannon Frizell Brad Weber Damian McKenzie David Havili Entraîneur Ian Foster |